# Stadio Rubens Fadini
Lo stadio Rubens Fadini è lo stadio comunale di Giulianova. Ospita le partite casalinghe del Giulianova Calcio 1924 e ha una capienza di 4.347 spettatori. Dal 2010, per sottostare alle norme di sicurezza negli stadi, la capienza autorizzata è stata ridotta a circa 2.700 posti di cui 1999 omologati per la stagione 2025-2026. 

## Storia
Costruito nel 1923 e inaugurato nel 1924 dalla Giuliese, all'inizio era uno spiazzo chiamato Campo della Fiera, ed ha di certo rappresentato nel corso degli anni uno dei maggiori punti di forza della compagine abruzzese, che ha sempre potuto contare su di un pubblico a ridosso del campo. A tal proposito fu popolarmente denominato "Lu callarò" (il calderone), poiché quando era pieno, si diceva ribollisse.
Lo stadio, dopo aver abbandonato nel dopoguerra il nome Castrum, risalente al periodo fascista, assume il nome più generico di Comunale. 
Fu nel novembre 1951 che assunse la denominazione attuale di "Rubens Fadini", in ricordo del giocatore perito, insieme con gli altri atleti dell'indimenticabile Grande Torino, nella nota tragedia di Superga del 4 maggio 1949.
La tribuna centrale viene costruita nel 1954, negli anni sessanta fu coperta e ai lati vennero edificati due settori di tribuna laterale. Nel 1970 iniziarono i lavori per il settore distinti così come sono oggi e che portarono la capienza a 8000 posti, e nell'estate 1973 per il fondo in erba. Invece nel 1985 fu abbattuta la vecchia tribuna, rimpiazzata nel 1986 da una totalmente coperta. La costruzione della Curva Ovest avviene nel 1994 ed è inaugurata nell'incontro di Serie C2 contro il Livorno del campionato 1994-1995 (2-1, 25 settembre 1994), sostituisce la curva costruita negli anni sessanta.
Nel settembre 2021, esternamente lo stadio, è stato realizzato un grande Murale opera dell'artista Marco Tentarelli e dedicato ad alcuni personaggi storici del calcio giuliese, tra cui il presidente Tiberio Orsini, Danilo Di Vincenzo, Renato Curi, Giovan Battista Fabbri, Emilio Della Penna, Roberto Vernisi, Adelmo Capelli. In alto alla struttura è stato ritratto il logo originale.
Nel maggio 2024, nei locali attigui allo Stadio Fadini e per il Centenario del Club, è stato inaugurato un museo sulla storia del calcio giuliese.

### Prima gara ufficiale
Nel 1932, dopo lavori di ampliamento, il campo da gioco viene omologato, il 31 dicembre 1933 vede il debutto della Giuliese in un campionato ufficiale nell'incontro contro l'Audax Rosetana (3-1), torneo regionale di Seconda divisione. La compagine indossa una casacca azzurra, il giallorosso sarà adottato nel 1936.

### L'intitolazione dell'impianto a Rubens Fadini

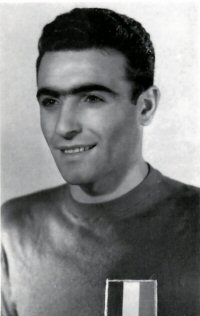
Rubens Fadini

Lo stadio venne intitolato a Rubens Fadini in onore di uno dei grandi calciatori della formazione del Grande Torino, purtroppo scomparso nella Tragedia di Superga, da un'estrazione a sorte scaturita da un'urna, in cui un ragazzo del posto scelto a caso, estrasse un bussolotto con il nome del calciatore.
Successivamente, la decisione fu presa e diramata all'ingresso delle tribune tramite un megafono, alla presenza di autorità politiche, religiose e militari, e un compagno di squadra di Rubens Fadini ai tempi del Venezia, il giuliese Giannino Di Teodoro, tenne un discorso di commiato all‘indirizzo dello sfortunato giocatore ferrarese scomparso. Venne inaugurato nell'incontro amichevole contro il Teramo dell'11 novembre 1951 (2-1) ed è l'unico stadio italiano dedicato al calciatore del Torino.
Il debutto in campionato con la nuova denominazione dello stadio avvenne il 18 novembre 1951. Il Giulianova e la Santegidiese si affrontarono nella 1ª giornata di andata del torneo regionale di Prima divisione 1951-1952, 4-0 il punteggio finale per i giuliesi.

## Descrizione

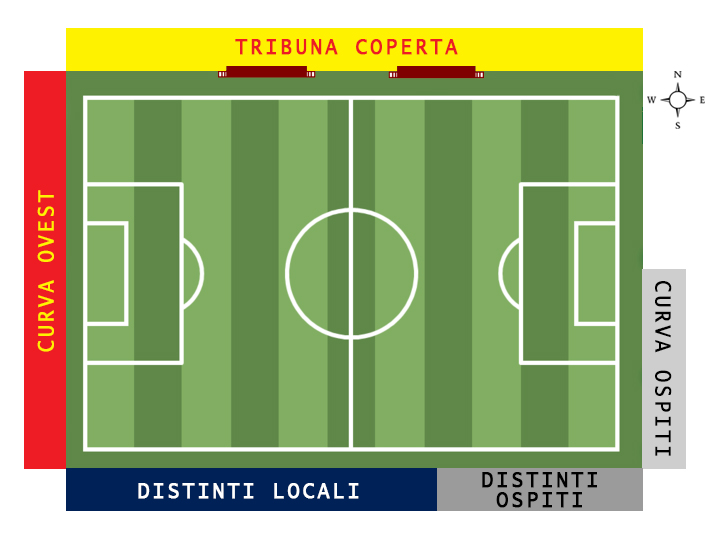
Schema settori del Rubens Fadini

Lo stadio contiene 2.700 posti (omologati 1.999) ed è così suddiviso:
- Tribuna (Centrale, Laterale Ovest e Laterale Est): 790
- Distinti Ovest (tifosi di casa): 704 (settore da omologare)
- Distinti Est (settore ospiti): 375
- Curva Ovest (tifoseria di casa): 825
- Curva Est (già settore ospiti): inagibile
- Disabili: 6 posti

TOTALE 2700 posti di cui 1.999 omologati per la stagione 2025-2026, il tabellino riporta i posti omologati per la stagione 2024-2025 (1.996).
Di questi, le due tribune laterali e la tribuna centrale godono di copertura e seggiolini per impianti sportivi, mentre gli altri settori sono scoperti.

Il tifo locale si concentra tutto in Curva Ovest (dal 1994, anno di costruzione della curva, in precedenza prendeva posto nel settore Distinti Ovest), mentre gli ospiti vengono fatti sistemare nei Distinti Est. La Curva Est è inagibile dal 2010.
Nell'estate 2021 lo stadio è stato sottoposto ad ampi lavori di manutenzione riguardante tutti i settori, gli spogliatoi, l'impianto di illuminazione e il manto erboso, inoltre nel 2024 sono stati effettuati ulteriori lavori nel settore distinti e installate le sedute nell'intero settore tribuna, tuttavia i distinti lato ovest rimangono chiusi per motivi di sicurezza, riducendo la capienza totale a 1999 posti.   
Caratteristica principale dello stadio è la ridotta distanza tra campo e spalti, i settori sono a poco più di 1,5 metri dalle linee laterali, particolarità che fa del Rubens Fadini un tipico stadio all'inglese.
(Sébastien Louis, giornalista sportivo francese, riferito allo storico stadio Rubens Fadini.)

## Caratteristiche tecniche
- Posti a sedere totali: 2.700
- Larghezza campo: 68,00 m
- Lunghezza campo: 105,00 m
- Fondo: Erba naturale
- Copertura campo: Scoperto

## Eventi sportivi importanti

### Incontri di campionato
Il record di presenze è relativo all'incontro di Serie C Giulianova-Sambenedettese (1-0) dell'11 novembre 1973 con oltre 8000 paganti (8365), vennero registrate circa 8000 presenze anche per la sfida contro il Bellaria del 23 maggio 1971 (2-1). Negli anni Settanta il Fadini presentava una capienza di ottomila posti.
Negli anni Novanta il Giulianova ha disputato allo stadio Fadini due playoff di semifinale andata di Serie C1, contro l'Ancona nel 1997 (1-1) e la Juve Stabia nel 1999 (3-2).

#### Campionato 1970-1971
| Arbitro: | Menicucci |

|                      |           |          |
| Capelli 1’ Conte 52’ | Marcatori | Bean 37’ |

#### Campionato 1973-1974
| Arbitro: | Benedetti |

|              |           |  |
| Polesello 4’ | Marcatori |  |

#### Campionato 1996-1997
| Arbitro: | Ferrarini |

|            |           |               |
| Manari 81’ | Marcatori | Pellegrini 3’ |

#### Campionato 1998-1999
| Arbitro: | Saccani |

|                                     |           |                          |
| Molino 3’ De Sanzo 31’ Ferrigno 87’ | Marcatori | Di Nicola 62’ Fresta 67’ |

### Amichevoli
- Nel 1973 il Giulianova di Fabbri affrontò il Genoa.[34] Le formazioni:

Giulianova: Candussi, Carloni, Giorgini, Bertuccioli, Agostinelli, Caucci, Vernisi, Curi, Santonico, Alessandrini, Conte. All.: Fabbri.
Genoa: Lonardi, Manera, Ferrari, Derlin, Benini, Garbarini, Perotti, Piccioni, Listanti, Simoni, Corradi. All.: Silvestri.
- Nel 1975 ci fu un'amichevole di lusso fra il Milan di Gianni Rivera (il quale però non fu schierato) ed i padroni di casa. Il Milan schierava in porta il giuliese Franco Tancredi, in seguito ceduto alla Roma. Le formazioni titolari furono le seguenti:

Giulianova: Restani, Perazzini, Giorgini, Bertuccioli, Tancredi, Caucci, Ciccotelli, Bernardini, Iachini, Tartari, Grop. All.: Corelli.
Milan: Tancredi, Sabadini, Citterio, Zecchini, Bet (61' Allievi), Busnardo (31' Collovati), Gorin (51' Sartori), Biasiolo, Bigon, Lorini, Ferraris (46' Skoglund). All.: Giagnoni.
- Nel 1989 la Juventus di Zoff, Cabrini e Altobelli, giocò al Fadini un'altra storica amichevole. L'incontro contro i locali, disputato in notturna e in uno stadio gremito, vide la vittoria dei bianconeri per 4-2.[36] Nelle file juventine giocò anche il giovane giuliese Federico Giampaolo, il quale fornì un assist ad Altobelli.[37] Le formazioni:

Giulianova: Pisano (D'Arcangelo), Tribuiani, Netti, Iaconi (Statuto), De Angelis (Casimirri), Marco Giampaolo, Ruffini (Pinciarelli), Voltattorni, Faraone, Minincleri (Bonomo), Damiani (Di Giannatale). All.: Oddo.
Juventus: Tacconi (Bodini), Bruno, Cabrini, Galia (Napoli), Brio, Tricella (Favero), Mauro (Magrin), Rui Barros (Buso), Altobelli, Zavarov (Federico Giampaolo), De Agostini (Marocchi). All.: Zoff.

#### Amichevole con il Genoa
| Arbitro: | Castaldi |

|                                                            |           |                         |
| Alessandrini 7’ Alessandrini 34’ Santonico 36’ Vernisi 44’ | Marcatori | Corradi 2’ Scarrone 72’ |

#### Amichevole con il Milan
| Arbitro: | Sancricca |

|                |           |           |
| Ciccotelli 14’ | Marcatori | Bigon 79’ |

#### Amichevole con la Juventus
| Arbitro: | Cinciripini |

|                               |           |                                                   |
| Faraone 17’ Di Giannatale 69’ | Marcatori | Rui Barros 25’ Bruno 54’ Altobelli 56’ Magrin 88’ |

### Nazionale italiana Under 21
- Nel 1999 il Fadini ha ospitato, con diretta RAI, il match dell'Italia Under-21 contro la Bielorussia Under-21. La formazione di quell'anno, che avrebbe vinto i successivi europei, era guidata da Marco Tardelli, e possedeva giocatori che sarebbero diventati campioni di livello internazionale. L'undici azzurro titolare era composto da: Christian Abbiati, Alessandro Grandoni, Luca Mezzano, Marco Zanchi, Cristiano Zanetti, Gennaro Gattuso, Gennaro Scarlato, Roberto Baronio, Nicola Ventola, Andrea Pirlo e Gianluca Zambrotta.[38][39]
- Nel 2002 ci fu il bis, con il match degli azzurrini contro i pari età della Turchia.

Quella volta, sotto le direttive di mister Claudio Gentile, c'erano, tra gli altri, Marco Amelia, Cristian Zaccardo, Daniele Bonera, Paolo Cannavaro ed Angelo Palombo.

#### Qualificazioni Campionato europeo 2000 Under 21
| Arbitro: | Clark |

|                                                         |           |             |
| Pirlo 24’ (rig) Scarlato 44’ Pirlo 52’ (rig) Bucchi 80’ | Marcatori | Razoumov 5’ |

#### Amichevole Under 21
| Arbitro: | Styles |

|  |           |                                   |
|  | Marcatori | Tuncay 45’ Tuncay 57’ Huseyin 73’ |

### Nazionale italiana Under 18
- Due volte gli azzurrini di Sergio Vatta furono ospiti al Fadini, per le qualificazioni e per la fase finale del Campionato europeo Under-19, che si giocò in Grecia e vide l'Italia arrendersi solo in finale, alla Spagna[41]. I convocati a quella spedizione furono: De Sanctis, Baronio, Zauri, Ambrosini, Margiotta, Giubilato, Farabegoli, Stancanelli, Longo, Pesaresi, Scarlato, Buffon, C. Zanetti, Pirlo, Cernicchi, Di Donato, Magnani, Mutarelli e Totti.[42][43]

#### Qualificazioni Campionato europeo 1995 under 19
| Giulianova 25 novembre 1994, ore 11:00                                                     | Italia    | 4 – 1      | Galles | Rubens Fadini |
| \| \| \| \| \| Totti 15’ Totti 28’ Magnani 34’ Panzanaro 64’ \| Marcatori \| Hughes 23’ \| |           |            |        |               |
|                                                                                            |           |            |        |               |
| Totti 15’ Totti 28’ Magnani 34’ Panzanaro 64’                                              | Marcatori | Hughes 23’ |        |               |

#### Campionato europeo 1995 under 19
| Giulianova 1º luglio 1995, ore 20:30                              | Italia    | 4 – 0 | Slovenia | Rubens Fadini (1000 spett.) |
| \| \| \| \| \| Baronio Pirlo Margiotta Magnani \| Marcatori \| \| |           |       |          |                             |
|                                                                   |           |       |          |                             |
| Baronio Pirlo Margiotta Magnani                                   | Marcatori |       |          |                             |

### Nazionale italiana Under 17
- Dal 23 al 29 ottobre 2009 il Fadini ospita il torneo di qualificazione al Campionato europeo Under-17, gruppo 9. Vengono disputati i seguenti incontri: Italia-Moldavia 5-0, Moldavia-Norvegia 0-0, Norvegia-Italia 2-0. Il girone è completato dalla Grecia.[44]

#### Qualificazioni Campionato europeo 2010 under 17
| Giulianova 24 ottobre 2009, ore 15:00 | Italia | 5 – 0 | Moldavia | Rubens Fadini |

| Giulianova 26 ottobre 2009, ore 11:30 | Moldavia | 0 – 0 | Norvegia | Rubens Fadini |

| Giulianova 29 ottobre 2009, ore 11:30 | Norvegia | 2 – 0 | Italia | Rubens Fadini |

## Altri eventi
Lo stadio è stato campo neutro dei seguenti eventi sportivi:
 Pescara -  Como 2-0 (30 ottobre 1994, Serie B 1994-1995);
 Castel di Sangro -  Chievo 0-4 (22 marzo 1998, Serie B 1997-1998);
 Hatria -  Notaresco 1-3 (12 maggio 2007, finale Play-Off Eccellenza Abruzzo 2006-2007);
 Pescara -  Sorrento 1-1 (26 aprile 2009, Lega Pro Prima Divisione 2008-2009);
 Pescara -  Pistoiese 2-0 (10 maggio 2009, Lega Pro Prima Divisione 2008-2009);
 Castelnuovo -  Santegidiese 1-1 (12 maggio 2019, finale play-off Promozione Abruzzo 2018-2019).
Lo stadio Rubens Fadini ha ospitato i seguenti concerti:
- Pooh, estate 1980[52];
- Luciano Ligabue, primi anni '90[53];
- Antonello Venditti, 6 agosto 2005, Campus Live Tour[54];
- Caparezza, 30 giugno 2006 (antistadio)[55];
- Ivano Fossati, 9 agosto 2006[56];
- Premiata Forneria Marconi, 3 agosto 2007[57].